# Dolichamphilius brieni
Dolichamphilius brieni es una especie de pez de la familia Amphiliidae en el orden de los Siluriformes.

## Morfología
- Los machos pueden llegar alcanzar los 5,4 cm de longitud total.
- Número de  vértebras:  43-44.[2][3]

## Hábitat
Es un pez de agua dulce y de clima tropical.

## Distribución geográfica
Se encuentran en África: República Democrática del Congo.